# 青丹郡
青丹郡（：／ Chŏngdan gun */?）是朝鮮民主主義人民共和國黃海南道東南部的一個郡，位於滅惡山脈南麓，西臨海州灣，南臨京畿灣。2008年人口142607人。下分1邑、2里。
1952年由碧城郡、延白郡各分拆出一部分而成。